# صفحه ساندویچ جنوبی
صفحه ساندویچ جنوبی (انگلیسی: South Sandwich Plate) یا صفحه ساندویچ یک صفحه زمین‌ساختی فرعی که توسط صفحه در حال فرورانش آمریکای جنوبی از شرق، صفحه جنوبگان از جنوب و صفحه اسکوشیا از غرب محدود می‌شود.
جزایر جورجیای جنوبی و ساندویچ جنوبی بر روی این صفحه کوچک قرار دارند.